# Landschaft des ehemaligen Fürstentums Osnabrück

Gebiet der Landschaft des ehemaligen Fürstentums Osnabrück

Die Landschaft des ehemaligen Fürstentums Osnabrück ist eine, bis heute bestehende, Landschaft in Niedersachsen, die aus den historischen Landständen im ehemaligen Hochstift Osnabrück hervorgegangen ist. Sie ist eine Körperschaft des öffentlichen Rechts und Mitglied im Landschaftsverband Osnabrücker Land. Den Vorsitz in der Landschaft des ehemaligen Fürstentums Osnabrück hat bis heute ein Familienmitglied der Familie von Bar, die früher den Erblanddrosten im Hochstift Osnabrück stellte. Gegenwärtiger Landschafts-Präsident ist Henning von Bar-Langelage (* 1956). Die Förderung des Gemeinwohls insbesondere die Kulturförderung (Geschichte, Denkmalschutz, Kunst, Wissenschaft aber auch Mildtätigkeit) zählen zu den primären Aufgaben der historischen Landschaften. Gespeist durch Gelder der Landschaftlichen Brandkasse sowie der Provinzial-Lebensversicherung (VGH Versicherungen), deren Träger die Landschaft des ehemaligen Fürstentums Osnabrück zusammen mit den anderen Landschaften ist, unterhält sie einen entsprechenden Fördertopf, aus dem die Kulturprojekte finanziert werden.

## Organisation und Geschichte der Landschaft

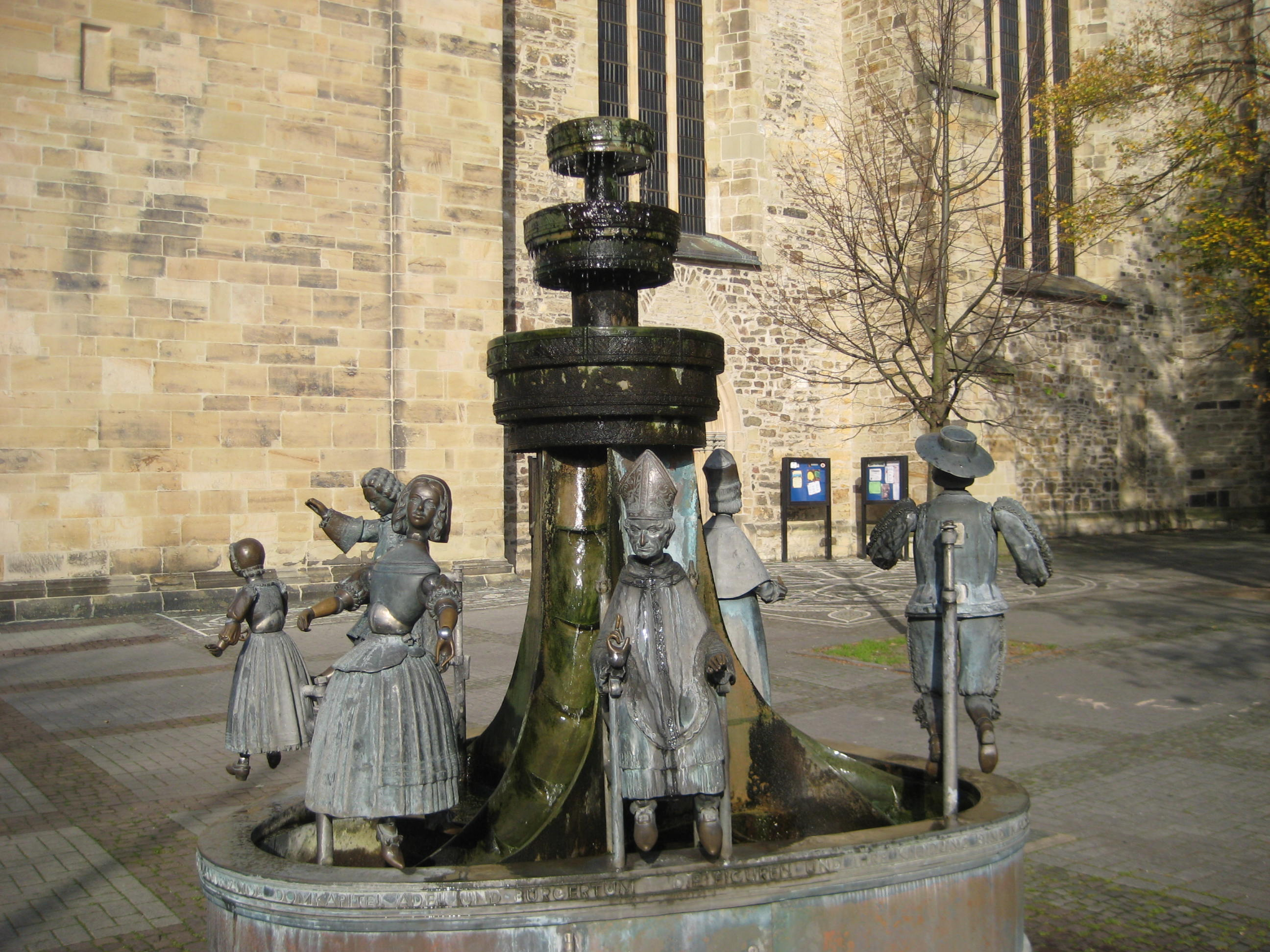
Der Ständebrunnen vor der ehemaligen Stiftskirche St. Johann (Osnabrück) erinnert an die historischen Landstände. Er wurde 1980/81 von Bonifatius Stirnberg geschaffen.

Zur Zeit des Hochstifts Osnabrück bestanden gab es Landstände, nämlich die Geistlichkeit, den Adel, soweit er sich im Besitz landtagsfähiger Güter befand, und die Räte der mit Gerichtsbarkeit ausgestatteten Städte; wie fast überall versammelten sich diese Stände meist nicht insgesamt, sondern in drei Gremien, auch Kurien genannt: 1. Das Osnabrücker Domkapitel; 2. Die Osnabrücker Ritterschaft; 3. Die Städte Osnabrück, Quakenbrück, Wiedenbrück und Fürstenau.
Bei den drei Kurien waren seit dem 16. Jahrhundert jeweils ein Sekretär und ein Syndikus angestellt. Von 1843 bis 1847 war z. B. der spätere Politiker Ludwig Windthorst Syndikus der Ritterschaft. Er empfahl sich der Landschaft so gut, dass diese ihn – wie übrigens auch 1842 seinen Vorgänger, den Advokaten und Consistorialrat H. A. Vezin – aufgrund ihres Vorschlagsrechts auf eine 1848 frei gewordene Stelle beim Oberappellationsgericht in Celle empfahl.
Noch heute gibt es drei Kurien, jedoch gehört das Domkapitel nicht mehr dazu: 1. Die Osnabrücker Ritterschaft (17 Sitze); 2. Die Städte Osnabrück, Fürstenau, Quakenbrück, Melle und Bramsche (Osnabrück stellt sieben Vertreter, Fürstenau, Quakenbrück, Bramsche und Melle jeweils zwei Vertreter); 3. Die freien Grundeigentümer (Vier Sitze).
Mitglied in der Ritterschaft konnte nur ein Adliger werden, der 16 ritterbürtige Ahnen vorweisen konnte (das heißt, dass alle 16 Ur-Urgroßeltern adliger Geburt sein mussten) und der im Besitz eines landtagsfähigen Gutes war. Ab dem 19. Jahrhundert war es auch nichtadligen Eigentümern eines landtagsfähigen Gutes möglich Mitglied der Ritterschaft zu werden.
Präsidenten der Landschaft
- Herbord Sigismund Ludwig von Bar (1763–1844), Erblanddrost
- Germann von Bar (1805–1875), Erblanddrost
- Hugo von Bar (1840–1918), Erblanddrost
- Herbord von Bar (1874–1932), Erblanddrost
- Hugo von Bar (1905–1975), Erblanddrost
- 1990/91 bis 2018: Ludwig von Bar (* 1948), Rechtsanwalt und Notar; Eigentümer von Gut Bruche bei Melle
- ab 2018: Henning von Bar-Langelage (* 1956), Rechtsanwalt, Notar und Steuerberater; Eigentümer von Gut Langelage bei Bohmte[1]

Landtagsfähige Rittergüter (Auswahl)
Bis Ende des 18. Jahrhunderts gab es 72 landtagsfähige Güter, von denen allerdings oft mehrere in einer Hand waren. Im Laufe des 19. Jahrhunderts kamen weitere Güter hinzu.
Wasserburg Alt Barenaue, Gut Bruche (Melle), Schloss Eggermühlen, Haus Gartlage, Schloss Gesmold, Schloss Hünnefeld, Schloss Ippenburg, Schloss Königsbrück (Melle), Haus Krebsburg (Ostercappeln), Gut Langelage (Bohmte), Schloss Ledenburg, Schloss Loxten, Gut Oedingberge, Schelenburg, Burg Scheventorf, Schleppenburg (Bad Iburg), Gut Schlichthorst (Merzen)
Zudem gehörten der Komtur der Johanniterkommende Lage und der Komtur der Deutschordenskommende in der Stadt Osnabrück (siehe Deutschordensballei Westfalen) zur Ritterschaft.
In der Ritterschaft vertretene adlige Familien (Auswahl)
Bar (Adelsgeschlecht), Boeselager, Bussche (Adelsgeschlecht), Elmendorff (Adelsgeschlecht), Gatzen, Hammerstein (Adelsgeschlecht), Korff (Adelsgeschlecht), Münster (westfälisches Adelsgeschlecht), Ostman von der Leye, Rappard, Schele, Schorlemer, Vincke (Adelsgeschlecht)